# Ruth Killer
Ruth Killer (* 18. April 1920 in Graz) ist eine deutsche Schauspielerin, Synchronsprecherin und Künstlervermittlerin.

## Leben
Ruth Killer wirkte bereits 1929 als Kinderdarstellerin in Johann Nestroys Posse Der Talisman unter der Regie von Willem Holsboer am Münchner Volkstheater mit.
Später trat sie auch in einigen Filmproduktionen auf, wie beispielsweise in Kurt Hoffmanns Das verlorene Gesicht neben Gustav Fröhlich, der Ganghofer-Verfilmung Der Geigenmacher von Mittenwald und in dem US-amerikanischen Kriminalfilm Phantom Caravan mit Don Ameche in der Hauptrolle. Daneben arbeitete sie auch als Synchronsprecherin und lieh ihre Stimme unter anderem Virginia Christine in Rächer der Unterwelt, Ina Claire in Ninotschka und Moira Lister in Verliebt in eine Königin.
Ihren beruflichen Schwerpunkt bildete jedoch eine andere Tätigkeit in der Showbranche: Ruth Killer gründete und leitete als Agentin eine erfolgreiche Künstleragentur, die unter anderem 25 Jahre lang den Schauspieler Raimund Harmstorf und über 20 Jahre lang den Schauspieler Gunther Philipp betreute. Karin Dor, Heide Keller, René Heinersdorff, Horst Naumann und Marika Rökk zählen ebenfalls zu ihren Klienten.
Ruth Killer war mit dem Produzenten Albert Stenzel verheiratet.

## Filmografie (Auswahl)
- 1948: Das verlorene Gesicht – Regie: Kurt Hoffmann
- 1950: Der Geigenmacher von Mittenwald – Regie: Rudolf Schündler
- 1951: Das ewige Spiel – Regie: František Čáp
- 1951: Fanfaren der Liebe – Regie: Kurt Hoffmann
- 1954: Phantom Caravan – Regie: Roy Rich

## Hörspiele
- 1957: Das Mädel aus der Vorstadt (nach Johann Nestroy) – Regie: Karl Bogner